# Casa Moretti
Casa Moretti è un palazzo di Milano situato in via Dante al civico 14.

## Storia e descrizione
Il palazzo fu realizzato alla fine del XIX secolo in concomitanza con l'apertura di via Dante su progetto di Romeo Bottelli con la collaborazione di Oreste Portaluppi. Il fronte può essere suddiviso idealmente in tre partiture: quella centrale presenta il pian terreno e rialzato in pietra, con un portale in bugnato ad arco a tutto sesto con un cartiglio sulla serraglia e mensoloni che reggono il balcone del piano nobile; il piano rialzato presenta finestroni quadrati inframezzati da colonnine in ghisa. Le finestre de piano nobile sono decorate con timpani triangolari e curvi: decorazione che diventa più semplice all'aumentare dei piani. Nelle due partiture laterali si ripete al piano terreno in motivo del portale d'ingresso, mentre i piani superiori sono decorati con finestre a serliana e bifore.